# El Espejo (Guanajuato)
El Espejo es una localidad del estado mexicano de Guanajuato. Es parte del municipio de Apaseo el Alto.

## Demografía
| Gráfica de evolución demográfica |
|                                  |

| Censo | Población |
| ----- | --------- |
| 1900  | 367       |
| 1910  | 1 185     |
| 1921  | 727       |
| 1930  | 500       |
| 1940  | 516       |
| 1950  | 484       |
| 1960  | 672       |
| 1970  | 609       |
| 1980  | 794       |
| 1990  | 911       |
| 2000  | 1 283     |
| 2010  | 1 247     |
| 2020  | 1 271     |